# Arhythmorhynchus pumilirostris
Arhythmorhynchus pumilirostris is een soort in de taxonomische indeling van de Acanthocephala (haakwormen). De worm wordt meestal 1 tot 2 cm lang. Ze komen algemeen voor in het maag-darmstelsel van ongewervelden, vissen, amfibieën, vogels en zoogdieren.
De haakworm komt uit het geslacht Arhythmorhynchus en behoort tot de familie Polymorphidae. Arhythmorhynchus pumilirostris werd in 1916 beschreven door Harley Jones Van Cleave.